# Au nom de la loi
Au nom de la loi is een Franse misdaadfilm uit 1932 onder regie van Maurice Tourneur. Het scenario is gebaseerd op de gelijknamige roman uit 1931 van de Franse auteur Paul Bringuier. Destijds werd de film in Nederland uitgebracht onder de titel Cocaïne-smokkelaars.

## Verhaal
Een politieagent wordt vermoord in de strijd tegen een bende Zuid-Franse cocaïnesmokkelaars. Zijn collega's verenigen zich om de bende op te rollen. Een van de agenten wordt verliefd op een vrouwelijk bendelid, maar hij kan haar arrestatie niet verhinderen.

## Rolverdeling
| Acteur           | Personage        |
| ---------------- | ---------------- |
| Marcelle Chantal | Sandra           |
| Régine Dancourt  | Mireille         |
| Gabriel Gabrio   | Amédée           |
| Jean Marchat     | Marcel           |
| Jean Dax         | Chevalier        |
| José Noguéro     | Gonzalès         |
| Harry Nestor     | Graaf de Bullack |
| Pierre Labry     | Ludovic          |
| Geo Laby         | Clamart          |
| Charles Vanel    | Lancelot         |